# 安曼省
安曼省（正式的名稱為首都省或音译阿西迈省，阿拉伯语：‎）是約旦的一個省份，位於該國中部，東南鄰沙烏地阿拉伯。面積8,231平方公里，2004年人口1,939,405人。首府安曼也是該國的首都。下分7區。